# 塞利茨
塞利茨（德語：Seelitz）是德国萨克森州的市镇，隶属于中萨克森县。总面积为31.22平方千米，截至2023年12月31日总人口为1,686人。